# Тъмно смарагдово водно шило
Тъмното смарагдово водно шило (Lestes macrostigma) е вид водно конче от семейство Lestidae.

## Разпространение
Този вид има широко разпространение, което се простира от западните брегове на Европа до Близкия изток и Централна Азия. Местен вид е в част от Южна Европа. Голяма част от европейския му ареал е в Средиземно море. Разпространението му е разпокъсано. Той е по-изобилен в източните части на ареала си, но изобилието варира в зависимост от климата и времето. В някои райони е често срещано, а в други е рядко и понякога застрашено.
Най-често се среща около солени води като крайбрежни естуари и солени вътрешни езера.

## Описание
Този вид е с дължина до 48 мм. Подобен е на други обикновени видове от род Lestes, но е по-тъмен на цвят и с повече сини пръски. Птеростигмите са големи и черни.

## Статус
Тъмното смарагдово водно шило е почти изчезнал вид в цяла Европа, но се среща в някои влажни зони по Българското Черноморие. Популацията в Поморийското езеро е достатъчно числена и не е застрашена, а само се нуждае от защита.